# Gadolinit
Gadolinit, također znan kao iterbit, je gotovo crni silikatni mineral koji se uglavnom sastoji od silikata cerija, lantana, neodimija, itrija, berilija i željeza ((Ce,La,Nd,Y)2FeBe2Si2O10). Naziva se gadolinit-(Ce) ili gadolinit-(Y), ovisno o varijabilnoj zastupljenosti cerija, odnosno itrija u danomu mineralu. Često sadrži tragove torija. Pronalazi se u Švedskoj, Norveškoj i SAD-u (Teksas i Kolorado). 

## Značajke
Gadolinit je relativno rijedak i obično se javlja u fino oblikovanim kristalima. Gotovo je crne boje, staklenoga sjaja. Tvrdoća gadolinita se kreće između 6.5 i 7 po Mohsovoj ljestvici. Kala se po konhoidalnom obrascu. Ostavlja sivo-zelen ogreb. Postaje usijan pri niskim temperaturama.

## Ime i otkriće
Gadolinit je 1800. godine nazvan po Johanu Gadolinu, finskom minerologu-kemičaru koji je prvi izolirao oksid rijetkog zemnog metala itrija 1792. godine. Iako je i element gadolinij dobio ime po znamenitom kemičaru, gadolinit ne sadrži gadolinij više nego u tragovima.

## Upotreba
Gadolinit i euksenit zajedno su dosta rasprostranjeni u Zemljinoj kori i budući su izvor itrija i susjednih mu metala.  